# Загадочная планета (мультфильм)
«Загадочная планета» — советский рисованный мультипликационный фильм, созданный режиссёром Борисом Ардовым на творческом объединении «Экран» в 1974 году.

## Сюжет
В одной обычной городской квартире при помощи телескопа мальчик наблюдает за далёкими звёздами и планетами. Его внимание привлекает планета Тарий, которая ещё совсем недавно выглядела довольно хорошо, а сейчас на ней появились какие-то тёмные пятна. Мальчик, обеспокоенный этим явлением, решает отправить на Тарий посланца. Он быстро сооружает робота Федю, сажает его в ракету на своём балконе и отправляет в открытый космос. Также он предупреждает Федю, что тому никого нельзя подпускать к своей спине, поскольку там находится кнопка его выключения.
В это время на Тарии некое существо, представляющееся «хитрым волшебником» и «коварным магом», вместе со своим помощником Дроном занимается «мрачным делом», высаживая мухоморы. Также на Тарии живёт Галактион — существо с телом дракона, крыльями как у комара и длинными синими волосами. Он — полная противоположность злого волшебника: любит красоту и высаживает цветы.
Волшебник запирает Галактиона в ящике, а ключ от замка́ проглатывает. Потом он просит Дрона включить свой граммофон и засыпает под издаваемые им грубые звуки. В это время звездоход Федя прилетает на Тарий и выключает граммофон. Волшебник просыпается и видит Федю. Тот рассказывает ему, зачем прилетел на Тарий, и после этого волшебник выключает робота, чтобы тот не помешал его планам. Далее он избавляется от ракеты со словами: «Я хозяин Тария!» В это время по просьбе Дрона, сочувствующего звездоходу, Галактион из шкафа дотягивается до кнопки и включает Федю. Вернувшийся волшебник понимает, что Дрон и Федя сговорились против него. Он делает Дрона невидимым и начинает гоняться за Федей. Галактион дотягивается до волшебника из шкафа и хватает его. Запускается граммофон, и «коварный маг» засыпает. При помощи магнита Федя достаёт из него ключ. Шкаф открывается, из него выходит Галактион, они переносят волшебника в ящик и запирают его. Галактион по предложению Феди засеивает всю планету цветами и доставляет робота обратно на Землю.

## Создатели
- Автор сценария: Ирина Токмакова[1]
- Режиссёр: Борис Ардов
- Художники-постановщики: Галина Золотовская, Игорь Медник
- Оператор: Александр Пекарь
- Композитор: Илья Катаев
- Автор текста песен: Роман Сеф
- Звукооператор: Сергей Кель
- Художники-мультипликаторы: Антонина Алёшина, Александр Давыдов
- Монтажёр: Г. Дробинина
- Редактор: Валерия Коновалова

### Роли озвучивали
- Алексей Баталов
- Мария Виноградова
- Лев Любецкий
- Виктор Сергачёв
- Игорь Ясулович